# MICo
MICo s.r.o. je česká strojírenská společnost, která byla založena v roce 1993 jako servisní firma Jaderné elektrárny Dukovany. V bezprostřední blízkosti této elektrárny v areálech v Hrotovicích a Kramolíně jsou i výrobní závody firmy. Jejich celková výrobní plocha je 60 000 m². Inženýrské centrum má společnost v nedaleké Třebíči.
Charakter výroby spadá pod těžký průmysl. Firma se zaměřuje na trubkové výměníky tepla, tlakové nádoby, těsnění v jaderných zařízeních (prostřednictvím dceřiné a později sesterské firmy MICo servis) a další zakázkovou výrobu, kde je vysoký podíl svařování silnostěnných materiálů.
Hlavními obchodními segmenty firmy jsou jaderná energetika, klasická energetika, teplárenství, spalování odpadu, chemický průmysl, petrochemie a další.
Od roku 2022 je MICo součástí divize energetického strojírenství průmyslového holdingu CE Industries podnikatele Jaroslava Strnada.

## Historie

### Založení
Společnost byla založena v roce 1993 jako servisní firma působící v Jaderné elektrárně Dukovany. V roce 1998 zahájila vlastní výrobu v areálu v Hrotovicích a v roce 2011 byla výrobní kapacita rozšířena o areál v Kramolíně.
Název "MICo" je odvozen z anglického „Moravian Industrial Company“ odkazujícího na lokaci firmy v historickém území Moravy (nicméně v současnosti v administrativním začlenění v kraji Vysočina).

### Období rozvoje
Společnost svým zaměřením vycházela z potřeb české jaderné energetiky. Tomu odpovídal výrobní program v rozsahu konstrukce a výroby výměníků tepla, kondenzátorů, tlakových nádob a nádrží, ocelových konstrukcí a technologických částí pro jadernou a šířeji pak i pro klasickou energetiku a průmysl. Dceřiná (později sesterská) společnost MICo servis se věnovala vývoji a výrobě těsnění pro primární a sekundární okruh jaderných elektráren technologie VVER.
K neenergetických oblastem patřila produkce pro chemický a potravinářský průmysl či dodávka technologických zařízení pro čističky odpadních vod typu ADN včetně vlastní projekce a konstrukce.
MICo postupně vytvořilo několik divizí sdružených pod MICo group pod vedením generálního ředitele Jiřího Dennera, syna zakladatele Karla Dennera. Skupina mimo jiné vyráběla i ventilátory během pandemie covidu-19 v roce 2020. Ve stejném roce MICo získalo významnou zakázku pro první tureckou jadernou elektrárnu Akkuyu – dodávky výměníků k dochlazování vody, která jde z turbíny.

### Insolvence
Z důvodů ztrátových projektů, nevydařených investic, zdražování materiálu, komplikací při plnění zakázek za pandemie covidu-19 a dalších se společnost MICo v roce 2022 dostala do úpadku s dluhem téměř půl miliardy korun. V květnu téhož roku se objevily spekulace, že by společnost mohl převzít Jaroslav Strnad

### Převzetí skupinou CE Industries
MICo v krizové situaci zachránil holding CE Industries českého podnikatele Jaroslava Strnada. Podle reorganizačního plánu, který schválila schůze věřitelů, se investorem a majitelem společnosti MICo stala nejdříve firma TURNIKA SPV stoprocentně vlastněná skupinou CE Industries. Dle obchodního rejstříku se finálním vlastníkem MICo stala skupina CE Industries 1. ledna 2024.
Nový vlastník dle dohody zachoval výrobu v obou výrobních závodech v Hrotovicích a Kramolíně. Generálním ředitelem se stal Petr Litvan. CE Industries spojil manažersky a obchodně MICo s další třebíčskou inženýrsko-dodavatelskou společností Chemcomex, kterou CE Industries převzalo v roce 2021. Tyto společnosti jsou základem divize energetického strojírenství CE Industries.
Na konci roku 2023 se stal generálním ředitelem MICo Marián Lipovský. Společnost je aktivní při jednání s KHNP – hlavním dodavatelem dostavby Jaderné elektrárny Dukovany a uzavřela memorandum o spolupráci se společností Doosan.

## Zaměření firmy

### Odvětvové zaměření
Hlavním výrobním oborem společnosti MICo je jaderná energetika, kde společnost využívá bezprostřední blízkosti obou svých výrobních závodů od Jaderné elektrárny Dukovany. Své produkty MICo dodává i pro klasickou energetiku, teplárny, spalovny, chemický a potravinářský průmysl a petrochemii.
Část své produkce MICo dodává koncovým uživatelům (například českému provozovateli jaderných a klasických elektráren – společnosti ČEZ), ale většinu své produkce, zejména pro zahraničí zákazníky, dodává prostřednictvím generálních dodavatelů nebo dodavatelů klíčových zařízení technologických celků, jako jsou turbíny a kotle. Takovými strategickými partnery jsou společnosti Doosan, Siemens, Westinghouse, Rolls Royce a další.[zdroj?]

### Produktové zaměření
Výrobní zaměření se od doby založení firmy příliš nezměnilo. Obecně jsou to velmi objemné, těžké a přesné produkty, kde je vysoký podíl technologie svařování silnostěnných materiálů a obrábění.
Jsou to zejména:
- trubkové výměníky tepla (kondenzátory páry, ohříváky vysokotlaké, ohříváky nízkotlaké, topné ohříváky, chladiče oleje, chladiče vzduchu, vaporizéry),
- tlakové nádoby (nádrže, kolony, kotlová tělesa (bubny), separátory),
- těsnění v jaderných zařízeních (prostřednictvím sesterské firmy MICo servis),
- další zakázková výroba, kde je vysoký podíl svařování silnostěnných dílců, včetně kooperace.[2]

### Rozsah výrobních a inženýrských kapacit
Společnost má dva výrobní areály v obcích Hrotovice a Kramolín v bezprostřední blízkosti Jaderné elektrárny Dukovany (6 a 8 km). Jejich celková výrobní plocha je 60 000 m². Maximální zatížení jeřábu je 2×80 tun. Nejtěžší vyrobené zařízení mělo hmotnost přes 480 tun.
Inženýrské centrum má společnost v Třebíči. Má vlastní konstruktéry, technology, projektové manažery, manažery kvality a další inženýrské profese.[zdroj?]

### Systémy řízení kvality
S ohledem na požadavky na certifikaci systému řízení kvality má společnost MICo tyto certifikace.
- Základní systém řízení kvality je certifikován dle normy ČSN EN ISO 9001.
- Systém environmentálního managementu je certifikován dle ČSN EN ISO 14001.
- Systém managementu bezpečnosti a ochrany zdraví při práci je certifikován dle ČSN ISO 45001:2018.
- Pro dodávku pro jadernou energetiku je společnost certifikována ČSN EN ISO 3834-2 s prověřením zákazníkem ČEZ, a.s. v souladu s požadavky na systém řízení dle Atomového zákona 263/2016 Sb. v platném znění a vyhlášky SÚJB č. 408/2016 Sb. o požadavcích na systém řízení.[2]

## Zajímavosti
Výrobním zaměřením společnosti MICo jsou velmi těžké a objemné produkty, často pro jaderná zařízení. Mezi jejími produkty je tak i největší kondenzátor v Evropě s celkovým povrchem teplosměnné plochy 21 600 m² a celkovou váhou převyšující 480 tun.